# Constant-Joseph Brochart

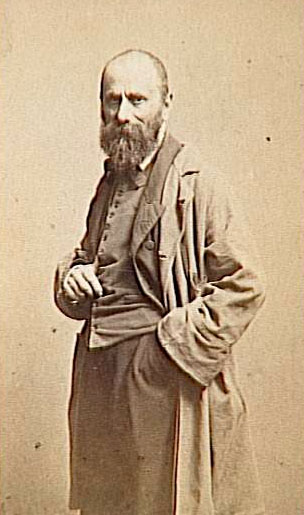
Constant-Joseph Brochart

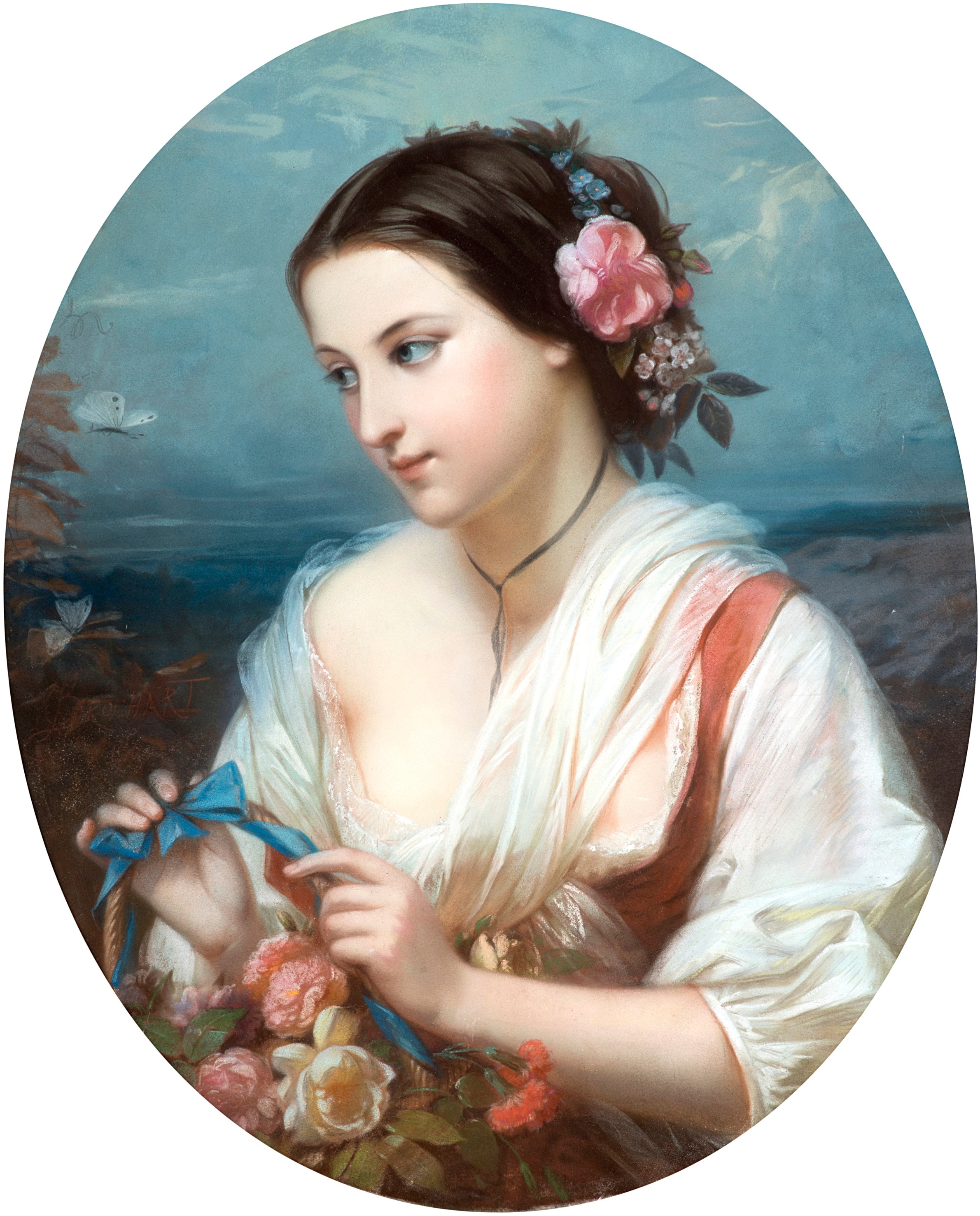
Flora

Constant-Joseph Brochart (* 7. April 1816 in Lille; † 7. Mai 1899 in Paris) war ein französischer Genre- und Porträtmaler sowie Kunstpädagoge.
Er studierte an der Kunsthochschule in Lille und kam dann nach Paris, wo er seine Werke zwischen 1845 und 1862 in verschiedenen Salons ausstellte.
Brochart wurde 1867 zum Professor für Zeichnen an der Madrider Real Academia de Bellas Artes de San Fernando berufen.
Brochart malte hauptsächlich Frauenporträts, meist in ovalen Umrahmungen, und Genreszenen, einige davon aus dem nordafrikanischen Milieu. Er porträtierte u. a. Personen aus der Pariser Elite, wie die schwedische Sängerin Christine Nilsson vom Théâtre Lyrique und Baron Georges-Eugène Haussmann.